# Tabuaço
Tabuaço é uma vila portuguesa do Distrito de Viseu englobada na sub-região do Douro, que pertence à região do Norte. Tem uma área urbana de 11,16 km2, 1.535 habitantes em 2021 e uma densidade populacional de 138 habitantes por km2. 
A vila é sede do homónimo Município de Tabuaço que tem uma área total de 133,86 km2, 5.052 habitantes (2023) e, por isso, uma densidade populacional de 38 habitantes por km2, estando subdividido em 14 freguesias. O município é limitado a norte pelo município de Sabrosa, a leste por São João da Pesqueira, a sueste por Sernancelhe, a sudoeste por Moimenta da Beira e a oeste por Armamar.
Cerca de 25% da população trabalha no sector terciário, mas a agricultura continua a ser o sector com maior peso, cerca de 56% da população activa. Entre os produtos de maior importância económica, destaca-se o vinho e o artesanato.
As raízes da vila de Tabuaço remontam a tempos mais velhos do que a própria nacionalidade portuguesa. Durante a Pré-História, vários foram os povos que aqui se instalaram e desenvolveram a sua acção, visível quer em ruínas de abrigos e castros, quer em vestígios de instrumentos de trabalho, como peças de cerâmica ou primitivos lagares e lagaretas de azeite e vinho.

## A vila de Tabuaço por Luiz de Freitas
Síntese sobre a vila de Tabuaço por Luiz de Freitas:
"Aproximadamente a oito quilómetros da margem esquerda do Douro, na encosta oriental de uma alcantilada serra e dominando uma ferocíssima quebrada, encontra-se a vila de Tabuaço, sede do concelho e cabeça de comarca. O aparecimento de antiquíssimos objectos, tais como machados de pedra, moinhos manuais, moedas romanas, etc. atesta que por aqui estanciaram povos da mais remota antiguidade. Até ao último quartel do XVIII século, Tabuaço teve vida muito obscura."

## Património arquitectónico e histórico
Por todo o concelho, existem vestígios arqueológicos riquíssimos. Comprovados pelas ruínas que se mantiveram no tempo, estão os povoados fortificados de Longa, Sabroso, Quinta dos Pinheiros, da Senhora do Calfão, e de São Mamede. Na Porqueira e no Cabeço de São João, há abrigos pré-históricos e, em São Domingos, existe um dólmen. Da Pré-história, restam-nos ainda o santuário rupestre do Cabeço das Pombas, as pinturas rupestres do Lugar do Calvário, a figura zoomórfica da Pedra do Cavalo, em Paradela, ou a estátua-menir do Alto da Escrita, descoberta em Vale de Figueira e que é agora a peça principal da exposição permanente de arqueologia concelhia patente na Galeria Municipal de Turismo de Tabuaço. Não devemos esquecer o recém-descoberto Menir da Chã, em Longa, ou uma cabeça granítica de guerreiro, em Vale de Figueira.
Do período de ocupação romana, existem também muitos vestígios, como o altar de São João, a via romana de Vale de Vila / Sendim, entre outras que atravessam, agora apenas em pequenos troços, o concelho. Refiram-se, também, as necrópoles de Passo Frio e de Sendim, o santuário de Santa Maria do Sabroso e de São Pedro das Águias e os sarcófagos de S. Pedro das Águias, de Arcos e da Seara. Curiosamente, encontram-se lagares de vinho e de azeite, escavados na rocha, em Arcos, na Eira do Monte, em Fontelo, na Quinta de S. Martinho e em muitos outros locais do concelho.
Em termos arquitectónicos, o tempo conservou muitos monumentos fascinantes e valiosos. As igrejas, muitas, com origens românicas na sua maioria, são ricas. Como exemplos, temos as Igrejas Românicas de S. Pedro das Águias, de Barcos e de Nossa Senhora do Sabroso. Há muitos pelourinhos importantes como os de Arcos, Granja do Tedo, Sendim ou Valença do Douro. As pontes romanas e românicas foram, na sua maioria, destruídas, mas ainda se podem ver alguns exemplares, entretanto reconstruídos, em Granja do Tedo, Távora e Santa Leocádia. Há muitas casas solarengas, com brasão, desde o majestoso e proficuamente decorado solar até ao singelo palacete, sóbrio mas altivo.
Tabuaço possui também um rico património natural. Paisagem sem igual, forte nos seus contrastes entre a serra e o vale, entre os tons de verde e amarelo da vinha e os azuis da água e do céu, as encostas de vinhedos e socalcos a perder de vista ou as amendoeiras em flor, no início da Primavera, saúdam e fazem as maravilhas dos locais e dos visitantes.
Numa relação estreita com a história e arqueologia do concelho de Tabuaço, a memória colectiva preservou, ao longo das gerações, um valioso património lendário, alvo de divulgação e estudo pelo escritor e etnógrafo Alexandre Parafita. Boa parte desse património é apresentada na obra Património Imaterial do Douro, vol. I.

## Freguesias

Freguesias do município de Tabuaço.

O município de Tabuaço está dividido em 13 freguesias:
- Adorigo
- Arcos
- Barcos e Santa Leocádia
- Chavães
- Desejosa
- Granja do Tedo
- Longa
- Paradela e Granjinha
- Pinheiros e Vale de Figueira
- Sendim (vila)
- Tabuaço
- Távora e Pereiro
- Valença do Douro

## Evolução da população do município
★ Os Recenseamentos Gerais da população portuguesa tiveram lugar a partir de 1864, regendo-se pelas orientações do Congresso Internacional de Estatística de Bruxelas de 1853. Encontram-se disponíveis para consulta no site do Instituto Nacional de Estatística (INE). 

 Número de habitantes que tinham a residência oficial neste município à data em que os censos  se realizaram:
| Número de habitantes | Número de habitantes | Número de habitantes | Número de habitantes | Número de habitantes | Número de habitantes | Número de habitantes | Número de habitantes | Número de habitantes | Número de habitantes | Número de habitantes | Número de habitantes | Número de habitantes | Número de habitantes | Número de habitantes | Número de habitantes |
| -------------------- | -------------------- | -------------------- | -------------------- | -------------------- | -------------------- | -------------------- | -------------------- | -------------------- | -------------------- | -------------------- | -------------------- | -------------------- | -------------------- | -------------------- | -------------------- |
| 1864                 | 1878                 | 1890                 | 1900                 | 1911                 | 1920                 | 1930                 | 1940                 | 1950                 | 1960                 | 1970                 | 1981                 | 1991                 | 2001                 | 2011                 | 2021                 |
| 9 595                | 9 775                | 9 709                | 9 517                | 9 712                | 8 653                | 9 362                | 10 242               | 10 377               | 11 640               | 8 490                | 8 521                | 7 901                | 6 785                | 6 350                | 5 034                |

| Número de habitantes por grupo etário | Número de habitantes por grupo etário | Número de habitantes por grupo etário | Número de habitantes por grupo etário | Número de habitantes por grupo etário | Número de habitantes por grupo etário | Número de habitantes por grupo etário | Número de habitantes por grupo etário | Número de habitantes por grupo etário | Número de habitantes por grupo etário | Número de habitantes por grupo etário | Número de habitantes por grupo etário | Número de habitantes por grupo etário | Número de habitantes por grupo etário |
| ------------------------------------- | ------------------------------------- | ------------------------------------- | ------------------------------------- | ------------------------------------- | ------------------------------------- | ------------------------------------- | ------------------------------------- | ------------------------------------- | ------------------------------------- | ------------------------------------- | ------------------------------------- | ------------------------------------- | ------------------------------------- |
|                                       | 1900                                  | 1911                                  | 1920                                  | 1930                                  | 1940                                  | 1950                                  | 1960                                  | 1970                                  | 1981                                  | 1991                                  | 2001                                  | 2011                                  | 2021                                  |
| 0-14 Anos                             | 3 382                                 | 3 647                                 | 3 016                                 | 3 349                                 | 3 666                                 | 3 392                                 | 3 998                                 | 2 960                                 | 2 457                                 | 1 832                                 | 1 121                                 | 790                                   | 459                                   |
| 15-24 Anos                            | 1 537                                 | 1 512                                 | 1 477                                 | 1 718                                 | 1 619                                 | 1 954                                 | 1 841                                 | 1 120                                 | 1 527                                 | 1 272                                 | 1 000                                 | 720                                   | 466                                   |
| 25-64 Anos                            | 3 847                                 | 3 749                                 | 3 456                                 | 3 756                                 | 4 108                                 | 4 373                                 | 4 942                                 | 3 490                                 | 3 350                                 | 3 506                                 | 3 140                                 | 3 322                                 | 2 515                                 |
| = ou > 65 Anos                        | 587                                   | 632                                   | 569                                   | 622                                   | 714                                   | 766                                   | 859                                   | 920                                   | 1 187                                 | 1 291                                 | 1 524                                 | 1 518                                 | 1 594                                 |

De 1900 a 1950 os dados referem-se à população "de facto", ou seja, que estava presente no município à data em que os censos se realizaram. Daí que se registem algumas diferenças relativamente à designada população residente

## Política

### Eleições autárquicas[12]
| Data | %       | V       | %       | V       | %     | V    | %              | V            | %              | V       | %              | V  | Participação   |                |
| Data | PPD/PSD | PPD/PSD | CDS-PP  | CDS-PP  | PS    | PS   | FEPU/APU/CDU   | FEPU/APU/CDU | PSD-CDS        | PSD-CDS | CH             | CH | Participação   |                |
| ---- | ------- | ------- | ------- | ------- | ----- | ---- | -------------- | ------------ | -------------- | ------- | -------------- | -- | -------------- | -------------- |
| Data | 1976    | 50,04   | 3       | 30,89   | 2     | 9,24 | -              | 4,56         | -              |         |                |    |                | 64,58 / 100,00 |
| 1979 | 21,96   | 1       | 60,26   | 4       | 6,86  | -    | 6,55           | -            | 76,50 / 100,00 |         |                |    |                |                |
| 1982 | 37,19   | 2       | 53,55   | 3       |       |      | 2,44           | -            | 73,85 / 100,00 |         |                |    |                |                |
| 1985 | 46,37   | 2       | 49,25   | 3       | 0,60  | -    | 75,56 / 100,00 |              |                |         |                |    |                |                |
| 1989 | 46,64   | 3       | 42,51   | 2       | 7,48  | -    | 0,36           | -            | 77,36 / 100,00 |         |                |    |                |                |
| 1993 | 51,36   | 3       | 27,06   | 1       | 17,19 | 1    | 0,47           | -            | 73,76 / 100,00 |         |                |    |                |                |
| 1997 | 49,40   | 3       | 26,42   | 1       | 20,06 | 1    | 0,60           | -            | 73,91 / 100,00 |         |                |    |                |                |
| 2001 | 53,41   | 3       | 6,36    | -       | 34,81 | 2    | 0,89           | -            | 72,44 / 100,00 |         |                |    |                |                |
| 2005 | 53,13   | 3       | 2,95    | -       | 40,15 | 2    | 0,59           | -            | 72,14 / 100,00 |         |                |    |                |                |
| 2009 | 45,49   | 2       | 4,00    | -       | 48,04 | 3    | 0,45           | -            | 69,50 / 100,00 |         |                |    |                |                |
| 2013 | CDS-PP  | CDS-PP  | PPD/PSD | PPD/PSD | 44,47 | 2    | 2,47           | -            | 49,20          | 3       | 69,73 / 100,00 |    |                |                |
| 2017 | CDS-PP  | CDS-PP  | PPD/PSD | PPD/PSD | 38,30 | 2    | 0,86           | -            | 57,75          | 3       | 72,15 / 100,00 |    |                |                |
| 2021 | CDS-PP  | CDS-PP  | PPD/PSD | PPD/PSD | 18,6  | 1    | 0,90           | -            | 69,86          | 4       | 4,43           | -  | 68,75 / 100,00 |                |

### Eleições legislativas
| Data | %     | %     | %     | %    | %     | %     | %        | %     | %    | %     | %    | %   | %       | % | %  | %  |
| Data | PSD   | CDS   | PS    | PCP  | UDP   | AD    | APU/ CDU | FRS   | PRD  | PSN   | BE   | PAN | PSD CDS | L | CH | IL |
| ---- | ----- | ----- | ----- | ---- | ----- | ----- | -------- | ----- | ---- | ----- | ---- | --- | ------- | - | -- | -- |
| 1976 | 33,58 | 32,61 | 20,49 | 1,29 | 0,59  |       |          |       |      |       |      |     |         |   |    |    |
| 1979 | AD    | AD    | 18,26 | APU  | 1,72  | 69,76 | 2,97     |       |      |       |      |     |         |   |    |    |
| 1980 | AD    | AD    | FRS   | APU  | 0,77  | 71,36 | 2,60     | 18,24 |      |       |      |     |         |   |    |    |
| 1983 | 27,16 | 39,23 | 24,01 | APU  | 0,39  |       | 2,40     |       |      |       |      |     |         |   |    |    |
| 1985 | 25,86 | 38,67 | 14,37 | APU  | 0,74  | 2,99  | 11,71    |       |      |       |      |     |         |   |    |    |
| 1987 | 62,21 | 14,92 | 11,52 | CDU  | 0,39  | 2,21  | 1,66     |       |      |       |      |     |         |   |    |    |
| 1991 | 62,34 | 11,37 | 19,40 | CDU  |       | 1,37  | 0,52     | 1,32  |      |       |      |     |         |   |    |    |
| 1995 | 42,31 | 17,46 | 35,15 | CDU  | 0,31  | 1,02  |          | 0,33  |      |       |      |     |         |   |    |    |
| 1999 | 43,32 | 16,29 | 34,53 | CDU  |       | 1,15  | 0,81     | 0,52  |      |       |      |     |         |   |    |    |
| 2002 | 49,10 | 16,33 | 29,83 | CDU  | 0,99  |       | 0,89     |       |      |       |      |     |         |   |    |    |
| 2005 | 39,28 | 12,60 | 40,23 | CDU  | 1,79  | 2,26  |          |       |      |       |      |     |         |   |    |    |
| 2009 | 37,02 | 18,90 | 33,91 | CDU  | 1,50  | 4,13  |          |       |      |       |      |     |         |   |    |    |
| 2011 | 47,89 | 16,21 | 28,15 | CDU  | 1,80  | 1,27  | 0,38     |       |      |       |      |     |         |   |    |    |
| 2015 | CDS   | PSD   | 31,15 | CDU  | 2,87  | 4,59  | 0,78     | 52,97 | 0,30 |       |      |     |         |   |    |    |
| 2019 | 38,16 | 7,95  | 35,44 | CDU  | 1,46  | 7,12  | 1,77     |       | 0,20 | 0,71  | 0,28 |     |         |   |    |    |
| 2022 | 37,09 | 3,94  | 42,80 | CDU  | 0,78  | 2,42  | 0,90     | 0,31  | 7,54 | 1,13  |      |     |         |   |    |    |
| 2024 | AD    | AD    | 26,32 | CDU  | 37,57 | 1,21  | 2,03     | 0,75  | 1,21 | 22,44 | 2,35 |     |         |   |    |    |

## Cultura
- MIDU - Museu do Imaginário Duriense, na Rua Macedo Pinto n.º 57
- "Rijomax" - O relógio mais completo do mundo, no museu municipal.[15]